# Sledgehammer (Peter-Gabriel-Lied)
Sledgehammer ist ein Lied des englischen Singer-Songwriters und Rock-Musikers Peter Gabriel aus dem Jahre 1986. Es wurde sein erster Top-Ten-Hit in den amerikanischen Billboard Hot 100 (Platz 1).

## Entstehung und Veröffentlichung
Die Single wurde am 21. April 1986 von Charisma Records veröffentlicht. Der Song erschien am 19. Mai 1986 auf seinem Studioalbum So.
Das Lied wurde in der Folge in vielen weiteren Veröffentlichungen von Gabriel über seine gesamte Solokarriere hinweg unter anderem auf Kompilationen, wie Shaking the Tree: Sixteen Golden Greats von 1990, und darüber hinaus als Studio- oder Live-Version in Audio- oder Videoveröffentlichungen als Musikvideo, wie auf der Musikvideo-Kompilation Play: The Videos von 2004 oder Konzertfilmen, wie Back to Front: Live in London von 2014 veröffentlicht und fast immer als Standardprogrammpunkt auf Konzerten wie auf der i/o The Tour von 2023 gespielt.

## Hintergrund
Das Lied wurde von Peter Gabriel geschrieben, von ihm und Daniel Lanois produziert und von Kevin Killen und Daniel Lanois aufgenommen. Das Cover wurde von Peter Saville und Brett Wickens entworfen und von Trevor Key fotografiert.
Sledgehammer ist durch die Soulsongs aus den 1960er Jahren von Stax Records beeinflusst. Die Bläsersätze wurden von The Memphis Horns gespielt, das Intro wurde nach dem Vorbild von John Coltranes Chronic Blues gestaltet und das Flöten-Solo entstammt einem E-mu Emulator II-Synthesizer.
Nach So – The Definitive Authorised Story of the Album war Sledgehammer einer der letzten Songs, die für das Album So aufgenommen wurden, und wurde der Band präsentiert, als sie bereits ihre Ausrüstung zusammenpackte. Ursprünglich sollte der Song auf Gabriels nächstem Album nach So erscheinen. Manu Katché war gerade dabei, in ein Taxi zu steigen und nach Paris zurückzukehren, als Gabriel ihn überredete, noch Sledgehammer aufzunehmen. Katché nahm seinen Part dann in einem Take auf und wurde von Gabriel gebeten, noch ein paar weitere Durchgänge aufzunehmen, obwohl Katché darauf bestand, dass jeder weitere Versuch, eine weitere Schlagzeug-Spur aufzunehmen, minderwertig wäre. Der Bassist Tony Levin erinnerte sich, dass Katché „der Richtung folgte, in die uns die Musik zu führen schien, und [er ist] sehr gut darin, dieser Richtung in seinem eigenen Stil zu folgen... Das ist es, was ich am Bass zu tun versuche.“ Levin entschied sich, seinen Part auf einem bundlosen Bass mit einem Plektrum aufzunehmen.
Gabriel merkte an, dass er beim Schreiben von Sledgehammer von der Soul-Musik beeinflusst wurde und erwog auch, ein soul-orientiertes Album mit einer Mischung aus Covers und Eigenkompositionen aufzunehmen:

„Als Teenager war Soulmusik eines der Dinge, die mich dazu brachten, Musiker werden zu wollen. Sie war wirklich leidenschaftlich und aufregend... Wayne Jackson, der bei diesem Stück mitspielt, war auch bei Otis Redding und tourte mit ihm, als ich sie in London sah. Es war also sehr aufregend für mich, eine ganze Reihe von Fan-Geschichten zu hören. Aber ich glaube, der Song wurde eher von vielen dieser Stax- und Atlantic-Tracks beeinflusst als von Otis im Speziellen.“

Der Song enthält auch eine synthetische Shakuhachi-Flöte, die mit einem E-mu Emulator II-Sampler erzeugt wurde. Gabriel sagte, der „billige Orgelsound“ stamme von einem teuren Prophet-5-Synthesizer, den er als „altes Schlachtross“-Sound-Werkzeug ansieht. Der Begleitgesang stammt von P. P. Arnold, Coral „Chyna Whyne“ Gordon und Dee Lewis, die auch den Begleitgesang für das Lied Big Time beisteuerten.

## Inhalt und Bedeutung
Der Text des Liedes arbeitet mit einem übertriebenen und eher schon satirischen zweideutigen Umgang mit dem Thema Sex. In der Realität soll Sledgehammer (=Vorschlaghammer) für Gabriel lediglich ein großer Witz gewesen sein. Die vielen sexuellen Anspielungen im Liedtext stehen oftmals in einem sehr starken Gegensatz zu der Musik und den visuellen Inhalten des zugehörigen Musikvideos und erschließen sich erst auf den zweiten Blick.

## Musikvideo
Bei dem Musikvideo führte der Filmregisseur Stephen R. Johnson Regie. Es wurde produziert von Adam Whitaker, mit Animationen von Nick Park, The Brothers Quay, Peter Lord von Aardman Animations und Richard Goleszowski. Als Animationsstil verwendete man Knetanimation und Stop-Motion-Effekte unter der Mitarbeit von Richard Goleszowski. In der Handlung des Videos ist Peter Gabriel in einer animierten Welt, die Animationen verdeutlichen die Bedeutung des Songs. Unter den Animationen sieht man auch Autoscooter, einen Zug und einige Background-Sängerinnen. Das Musikvideo wurde zwar bereits teilweise am Computer erstellt, doch der größte Teil entstand tatsächlich noch als Realfilm. Das Musikvideo wurde 2018 auch in 4K bei Apple Music und im iTunes Store veröffentlicht.
Bei den MTV Video Music Awards 1987 gewann das Video neun Preise und stellte damit einen bis heute ungebrochenen Rekord auf.

## Verwendung

### In anderen Werken
Sledgehammer wurde in der  US-amerikanischen Fernsehserie Miami Vice in einer Folge verwendet. Das Lied war in der 8. Folge der 3. Staffel mit dem Titel Goldmacher (Originaltitel: Better Living Through Chemistry) zu hören.
Sledgehammer ist der dritte von insgesamt fünf Songs aus Gabriels Album So, die in Miami Vice verwendet wurden, die anderen sind Red Rain, Mercy Street, We Do What We’re Told (Milgram’s 37) und Don’t Give Up. Das macht So zu einem der am stärksten vertretenen Alben der gesamten Serie.

### Im Militär
Sledgehammer wurde als Song der 2016 aufgelösten 3rd Brigade 3rd Infantry Division der U. S. Army verwendet. Die Sledgehammer Brigade befand sich auf dem Kelley Hill, Fort Moore (Camp Benning), GA. Das Lied wurde verwendet, um den Esprit de Corps der Brigade am Ende der körperlichen Ertüchtigung und bei besonderen Veranstaltungen zu steigern.

## Mitwirkende
(Quelle:)

### Musiker
- P. P. Arnold – Begleitgesang
- Peter Gabriel – Hauptgesang, Synthesizer, Piano, Fairlight CMI, Prophet 5
- Coral Gordon – Begleitgesang
- Wayne Jackson – Trompete
- Manu Katché – Schlagzeug
- Daniel Lanois – E-Gitarre, Tamburin
- Tony Levin – Bassgitarre
- Dee Lewis – Begleitgesang
- Don Mikkelsen – Posaune
- David Rhodes – E-Gitarre
- Mark Rivera – Saxophon, Altsaxophon, Tenorsaxophon, Baritonsaxophon

### Technisches Personal
- Dave Bascombe – Aufnahme-Toningenieur
- Jimmy Bralower – Schlagzeug-Programmierung
- Charlene Colon – Supervisorin
- Renato Costa – Supervisor
- Ian Cooper – Mastering-Tontechniker
- Peter Gabriel – Bläser-Arrangements, Musikproduzent, Songwriter, Komposition
- Chris Hughes – Schlagzeug-Programmierung
- Wayne Jackson – Bläser-Arrangements
- Trevor Key – Fotografie
- Kevin Killen – Toningenieur
- Daniel Lanois – Bläser-Arrangements, Musikproduzent
- Peter Saville – Design
- Graciela Silberberg – Supervisorin
- Brett Wickens – Design

## Rezeption

### Rezensionen
Sledgehammer wurde in Rezensionen als Dance-Rock, Funk-Rock, und Soul beschrieben, Ryan Reed von Paste nannte den Song einen tanzbaren „blue-eyed soul-strut“, Trouser Press nannte ihn ein Beispiel für Gabriels „charakteristisch anspruchsvolle Musik“, die in diesem Fall „den Funk berührt“. Nach Stewart Mason von AllMusic machte Sledgehammer Peter Gabriel vom Art-Rock-Helden und College-Radio-Hauptdarsteller zum echten Popstar, wozu auch das innovative Musikvideo beitrug, das eines der Coolsten seiner Zeit war. Sledgehammer führt die epischen Tendenzen früherer Gabriel-Singles wie Shock the Monkey und Games Without Frontiers in eine viel eingängigere Richtung. Wie ein Großteil des Albums So ist auch Sledgehammer offensichtlich stark von amerikanischen Soul-Platten der 60er Jahre beeinflusst, und dieses geerdete Fundament verhindert, dass der Song von seinem stampfenden, schwadronierenden Groove ablenkt, der ihm zugrunde liegt. Auf früheren Peter-Gabriel-Alben wäre der Song auf halber Strecke in eine schräge Linkskurve verfallen, aber selbst Gabriels völlig unerwartetes Flötensolo macht hier durchaus Sinn. Es ist nicht sein Meisterwerk, aber es ist wahrscheinlich sein bester Popsong. Spätere Versuche, ihn umzuschreiben, wie das düstere Steam von 1992, haben nicht halb so gut funktioniert.

### Chartplatzierungen
Das Lied entwickelte sich zum Nummer-eins-Hit in den Vereinigten Staaten und Kanada.
| ChartsChartplatzierungen       | Höchstplatzierung | Wochen |
| ------------------------------ | ----------------- | ------ |
| Deutschland (GfK)              | 7 (21 Wo.)        | 21     |
| Österreich (Ö3)                | 2 (16 Wo.)        | 16     |
| Schweiz (IFPI)                 | 4 (16 Wo.)        | 16     |
| Vereinigte Staaten (Billboard) | 1 (21 Wo.)        | 21     |
| Vereinigtes Königreich (OCC)   | 4 (18 Wo.)        | 18     |

| ChartsJahrescharts (1986)      | Platzierung |
| ------------------------------ | ----------- |
| Deutschland (GfK)              | 20          |
| Österreich (Ö3)                | 10          |
| Schweiz (IFPI)                 | 7           |
| Vereinigte Staaten (Billboard) | 23          |
| Vereinigtes Königreich (OCC)   | 29          |

### Auszeichnungen für Musikverkäufe
| Land/Region                  | Auszeichnungen für Musikverkäufe (Land/Region, Auszeichnung, Verkäufe) | Verkäufe |
| ---------------------------- | ---------------------------------------------------------------------- | -------- |
| Vereinigtes Königreich (BPI) | Gold                                                                   | 400.000  |
| Insgesamt                    | 1× Gold ·                                                              | 400.000  |

### Auszeichnungen und Nominierungen
Peter Gabriel wurde für Sledgehammer bei den Grammy Awards 1987 in der Kategorie Grammy Award for Best Male Rock Vocal Performance nominiert, verlor aber gegen Robert Palmers Lied Addicted to Love.
| Jahr | Preis                      | Kategorie                           | für                                                    | Resultat  |
| ---- | -------------------------- | ----------------------------------- | ------------------------------------------------------ | --------- |
| 1986 | Billboard Music Awards     | Top Dance Club Play Single/Album    | Sledgehammer (Remix)                                   | Nominiert |
| 1986 | Billboard Music Awards     | Top Dance Sales Single/Album        | Sledgehammer (Remix)                                   | Nominiert |
| 1986 | Billboard Music Awards     | Top Pop Single of the Year          | Sledgehammer                                           | Nominiert |
| 1986 | Billboard Music Awards     | Top Rock Track                      | Sledgehammer                                           | Nominiert |
| 1986 | Formel Eins Video Awards   | Best Video of the Year              | Sledgehammer                                           | Nominiert |
| 1986 | IM & MC Music Video Awards | Best Effects                        | Sledgehammer                                           | Gewonnen  |
| 1986 | New Music Awards           | Best Video of the Year              | Sledgehammer                                           | Gewonnen  |
| 1987 | American Video Awards      | Best Director                       | Sledgehammer (Peter Gabriel mit Stephen R. Johnson)    | Gewonnen  |
| 1987 | American Video Awards      | Best Editor                         | Sledgehammer (Peter Gabriel mit Limelight Productions) | Gewonnen  |
| 1987 | American Video Awards      | Best Performance, Male              | Sledgehammer                                           | Gewonnen  |
| 1987 | American Video Awards      | Best Pop Video                      | Sledgehammer                                           | Gewonnen  |
| 1987 | American Video Awards      | Best Special Effects                | Sledgehammer (Peter Gabriel mit Limelight Productions) | Gewonnen  |
| 1987 | BRIT Awards                | British Single of the Year          | Sledgehammer                                           | Nominiert |
| 1987 | BRIT Awards                | British Video of the Year           | Sledgehammer                                           | Gewonnen  |
| 1987 | Grammy Awards              | Record of the Year                  | Sledgehammer                                           | Nominiert |
| 1987 | Grammy Awards              | Song of the Year                    | Sledgehammer                                           | Nominiert |
| 1987 | Grammy Awards              | Best Rock Vocal Performance, Male   | Sledgehammer                                           | Nominiert |
| 1987 | Ivor Novello Awards        | Best Contemporary Song              | Sledgehammer                                           | Nominiert |
| 1987 | MTV Video Music Awards     | Best Art Direction in a Video       | Sledgehammer (Peter Gabriel mit Brothers Quay)         | Gewonnen  |
| 1987 | MTV Video Music Awards     | Best Concept Video                  | Sledgehammer                                           | Gewonnen  |
| 1987 | MTV Video Music Awards     | Best Direction in a Video           | Sledgehammer (Peter Gabriel mit Stephen R. Johnson)    | Gewonnen  |
| 1987 | MTV Video Music Awards     | Best Editing in a Video             | Sledgehammer (Peter Gabriel mit Colin Green)           | Gewonnen  |
| 1987 | MTV Video Music Awards     | Best Overall Performance in a Video | Sledgehammer                                           | Gewonnen  |
| 1987 | MTV Video Music Awards     | Best Male Video                     | Sledgehammer                                           | Gewonnen  |
| 1987 | MTV Video Music Awards     | Best Special Effects in a Video     | Sledgehammer (Peter Gabriel mit Peter Lord)            | Gewonnen  |
| 1987 | MTV Video Music Awards     | Most Experimental Video             | Sledgehammer                                           | Gewonnen  |
| 1987 | MTV Video Music Awards     | Video of the Year                   | Sledgehammer                                           | Gewonnen  |
| 1987 | MTV Video Music Awards     | Viewer’s Choice                     | Sledgehammer                                           | Nominiert |
| 1987 | Soul Train Music Awards    | Best Music Video                    | Sledgehammer                                           | Nominiert |
| 1988 | American Music Awards      | Favorite Pop/Rock Video             | Sledgehammer                                           | Nominiert |
| 2012 | BMI Awards                 | 3-Million-Air-Award                 | Sledgehammer                                           | Gewonnen  |
| 2020 | BMI Awards                 | 4-Million-Air-Award                 | Sledgehammer                                           | Gewonnen  |

## Coverversionen
Von Sledgehammer erschienen unter anderem Coverversionen von Weird Al Yankovic (Polka Party!), José Feliciano, V.S.O.P., 3rd Bass (Pop Goes The Weasel), Naughty by Nature (Hip Hop Hooray), Utah Saints (DJ Mix), Jermaine Dupri & Nas feat. Monica (I’ve Got to Have It), Dave Wakeling, muSix, Northern Kings, Ninja Sex Party und Harry Styles (in The Howard Stern Show). Die Datenbank mit Coverversionen SecondHandSongs listete 2023 etwa 60 Versionen auf.